# 编辑
編輯是選擇和準備個人或實體用來傳達訊息或訊息的書面、視覺、聽覺或影片材料的過程；同時，編輯（或修改）一詞也被用以稱呼從事該類任務之職務。編輯過程可能涉及修正、精簡、組織和許多其他修改，目的是產生正確、一致、準確和完整的作品。
編輯過程通常從作者對作品本身的想法開始，隨著作品的創作，作者和編輯之間的合作繼續進行。編輯可能涉及創意技巧、人際關係和一套精確的方法。
在圖書出版業，編輯可以組織選集和其他彙編，製作經典作者作品的權威版本，並組織和管理對多位作者書籍的貢獻（如研討會編輯）。取得稿件或招募作者是出版社中採購編輯或委託編輯的職責。
審稿修正拼寫、文法並使文章符合一定格式。在歐美等地區，自1980年代以來，幾乎全部書籍手稿的審稿工作都被外包給自由審稿編輯者。

## 编辑工序
编辑工序包含生成过程的內容取捨、剪接、排版、校对审核等过程。
当然排版 (typesetting) 和校对（Text-proofing）可以是细分的工序，例如內容版位的主次由编辑人主導，至于排版的美術及技術是另一門專業工作。

## 编辑职业
编辑职业包含排版、校对、审稿和出版制作等，除电子出版物以外，还有印刷。媒体出版物编辑的总负责人为总编辑，次要负责人为副总编辑，属于一种头衔和职位，总编辑常由行政负责人兼任。